# Arnošt Karel z Waldstein-Wartenbergu
Arnošt Karel hrabě z Waldstein-Wartenbergu, počeštěně z Valdštejna-Vartenberka (německy Ernst Karl Graf von Waldstein-Wartenberg, zvaný Erl; 4. února 1849 Praha – 27. června nebo 28. června 1913 Brioni) byl český šlechtic z mnichovohradišťské linie rodu Waldstein-Wartenbergů, politik a majitel velkostatku Mnichovo Hradiště.

## Původ a kariéra

Erb Waldsteinů (Valdštejnů)

Narodil se jako první syn Arnošta Františka z Waldstein-Wartenbergu (1821–1904) a jeho první manželky Anny Marie ze Schwarzenbergu (1830–1849). Matka pocházela z orlické větve Schwarzenbergů, byla mladší sestrou knížete Karla III. ze Schwarzenbergu (1824–1904) a zemřela týden po porodu. Arnoštovým nevlastním bratrem z otcova druhého manželství a dědicem byl Adolf Arnošt z Waldstein-Wartenbergu (1868–1930).
Zamiloval se do vychovatelky nevlastních sester. Ve svých sedmnácti letech vstoupil do vojska, nejdříve k dragounům, později přešel k husarům. V roce 1866 se spolu s otcem zúčastnil bojů v Prusko-rakouské válce. V bitvě u Hradce Králové byl lehce zraněn. Z armády odešel o dva roky později.
Mezi jeho záliby patřila hudba, obdivoval dílo německého skladatele Richarda Wagnera. V letech 1869–1872 podnikl dlouhou cestu po Orientu a Egyptu, kde byl v roce 1869 otevřen Suezský průplav. Z cest si přivezl nemálo suvenýrů. Zajímal se také o historii a umění. Přátelil se s historiky Tomášem Václavem Bílkem a Hermannem Halwichem.
Zastával několik čestných úřadů. V roce 1878 byl jmenován c. k. komořím a v roce 1904 tajným radou. Po smrti otce se stal nejvyšším dědičným kráječem Českého království a dědičným členem rakouské Panské sněmovny. Byl také poslancem Českého zemského sněmu (1880–1883, 1901).
Zemřel 27. června 1913 na ostrově Veliki Brijun (Brioni Maggiore) v Jaderském moři a jeho ostatky byly uloženy v pohřební kapli Povýšení sv. Kříže na hřbitově ve Šťáhlavech.

## Majetek

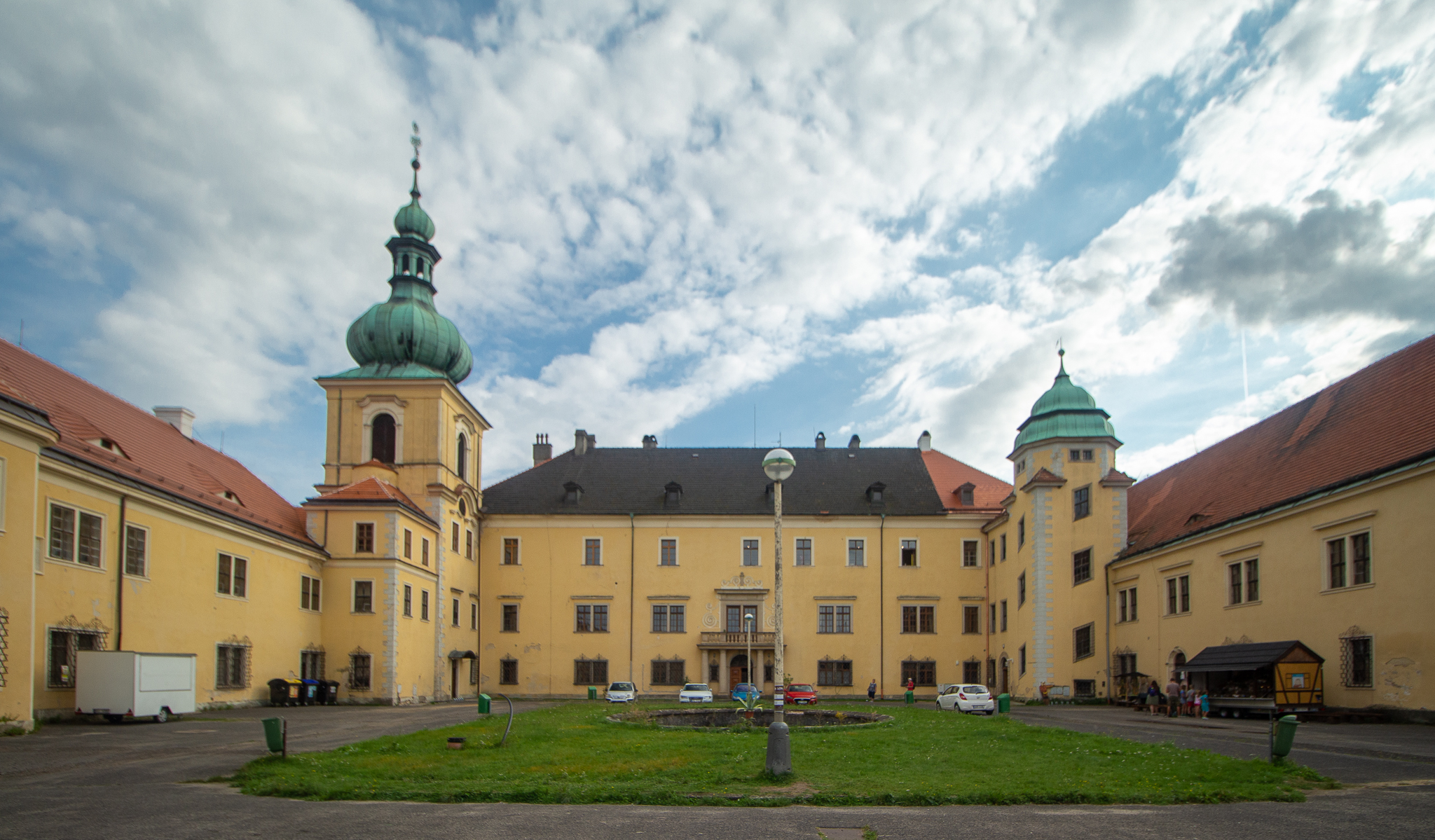
Zámek v Doksech

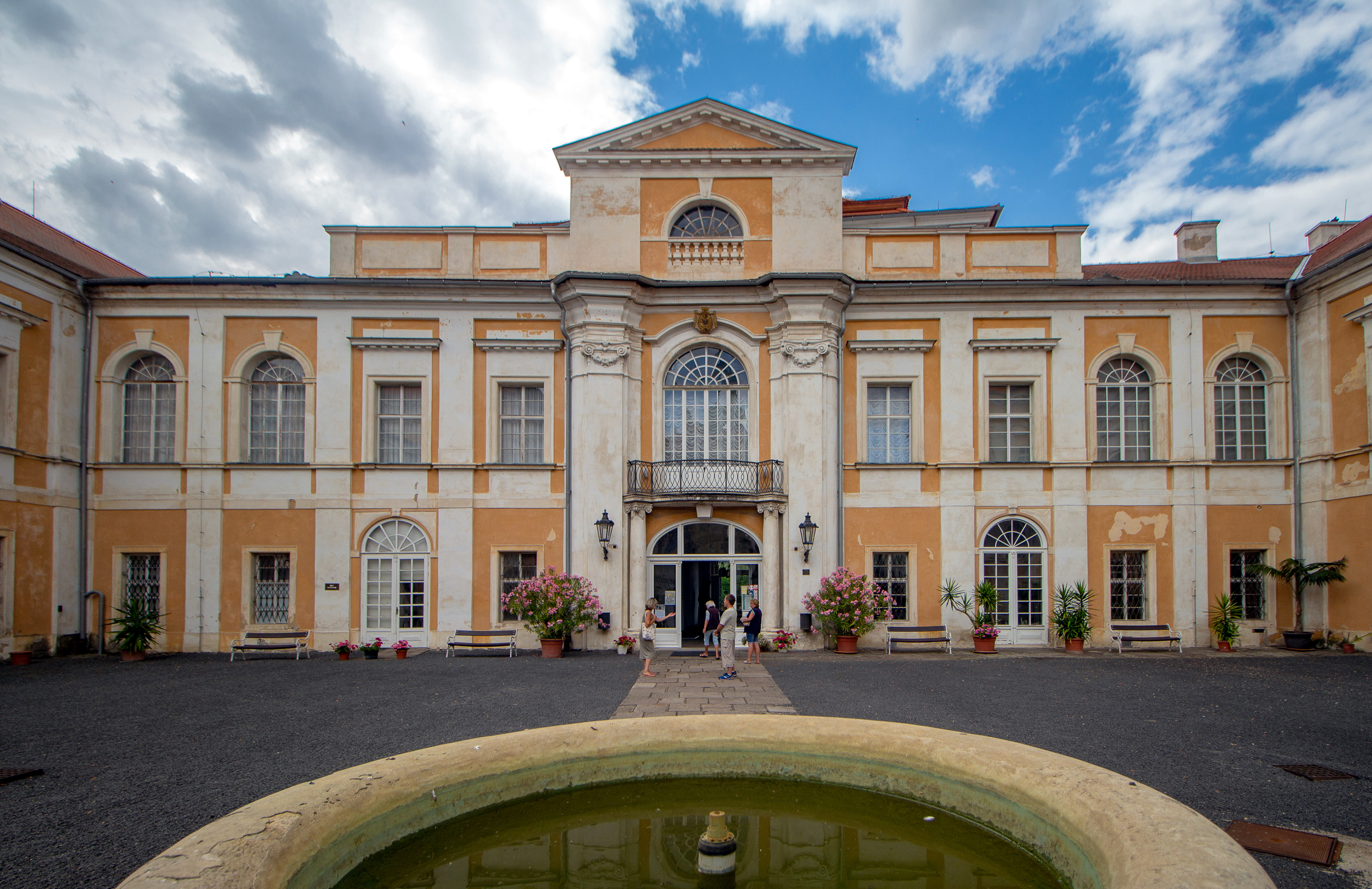
Zámek Duchcov

Po duchcovské větvi, která vymřela smrtí Jiřího Jana z Waldsteinu (1875–1901) na počátku 20. století, zdědil duchcovský fideikomis – velkostatky Duchcov a Litvínov.
Po otci zdědil v roce 1904 majorátní svěřenství Mnichovo Hradiště, Bělá pod Bezdězem, Doksy, Nový Berštejn, Šťáhlavy, Chocenice a Valdštejnský palác v Praze, které bylo zřízeno jeho dědečkem Kristiánem z Waldstein-Wartenbergu v roce 1858.
Wadstein vlastnil mnoho památkově hodnotných objektů. Mezi nimi byly zámky Duchcov, Mnichovo Hradiště, Kozel, Bělá pod Bezdězem, Doksy, Horní Litvínov, Kuřívody, Nový Berštejn a lovecké zámečky Lichtenwald v Krušných horách, Radechov v Radechovské pahorkatině a Klokočka u Bakova nad Jizerou. Z hradů a zřícenin vlastnil Bezděz, Zásadku u Mnichova Hradiště, Valečov v katastrálním území obce Boseň na okraji Českého ráje, Zvířetice u Bakova nad Jizerou. Jeho majetkem byly také skalní hrady na svahu vrchu Mužský – Stará Hrada, Hynšta, Drábské světničky a Klamorna.
Z nádvoří duchcovského zámku nechal převézt zpět do zahrady Valdštejnského paláce bronzovou kašnu. Pro stejnou zahradu nechal také zhotovit kopie bronzových plastik Adriana de Vries, které odvezli Švédové na konci třicetileté války.
Soustředil se také na zvelebování zámku v Doksech, který byl už za jeho otce hlavním letním sídlem rodu. Nechal rozšířit zámecký park a přestavět skleník.

## Rodina
Měl tři manželky. Dne 18. května 1873 se v Praze oženil s Františkou z Thun-Hohensteinu (3. 8. 1852 Žehušice – 24. 7. 1894 Karlovy Vary), dcerou Josefa Osvalda I. hraběte z Thun-Hohensteinu (1817–1883) a Johany starohraběnky ze Salm-Reifferscheidt-Hainspachu (1827–1892). V roce 1878 se stala dámou Řádu hvězdového kříže. Arnoštova mladší nevlastní sestra Kristiana (1859–1935) se provdala za manželčina bratra Josefa Osvalda II. z Thun-Hohensteinu (1849–1913), majitele Klášterce nad Ohří. Došlo tak k dvojitému propojení mezi rodinami.
Novomanželé žili na zámku Kozel. V tomto prvním manželství se narodily tři děti. Prvorozený syn žil jeden rok, třetí dítě zemřelo den po porodu. Do dospělosti přežila jen jedna dcera:
- Josefina (27. 11. 1877 Praha – 14. 5. 1941 Embsburg), dáma Řádu hvězdového kříže a palácová dáma
  - ∞ (10. 2. 1902 Praha) Kunibert z Lambergu (12. 11. 1886 St. Gotthard bei Graz – 4. 8. 1930 Ottenstein)

První manželka zemřela na rakovinu v 41 letech.
Podruhé se Arnošt oženil 7. listopadu 1898 ve Vídni s Josefinou z Rumerskirchu (4. 9. 1848 Církvice – 28. 11. 1901 Praha), dcerou Gottfrieda hraběte z Rumerskirchu a Luisy Goldsteinové.

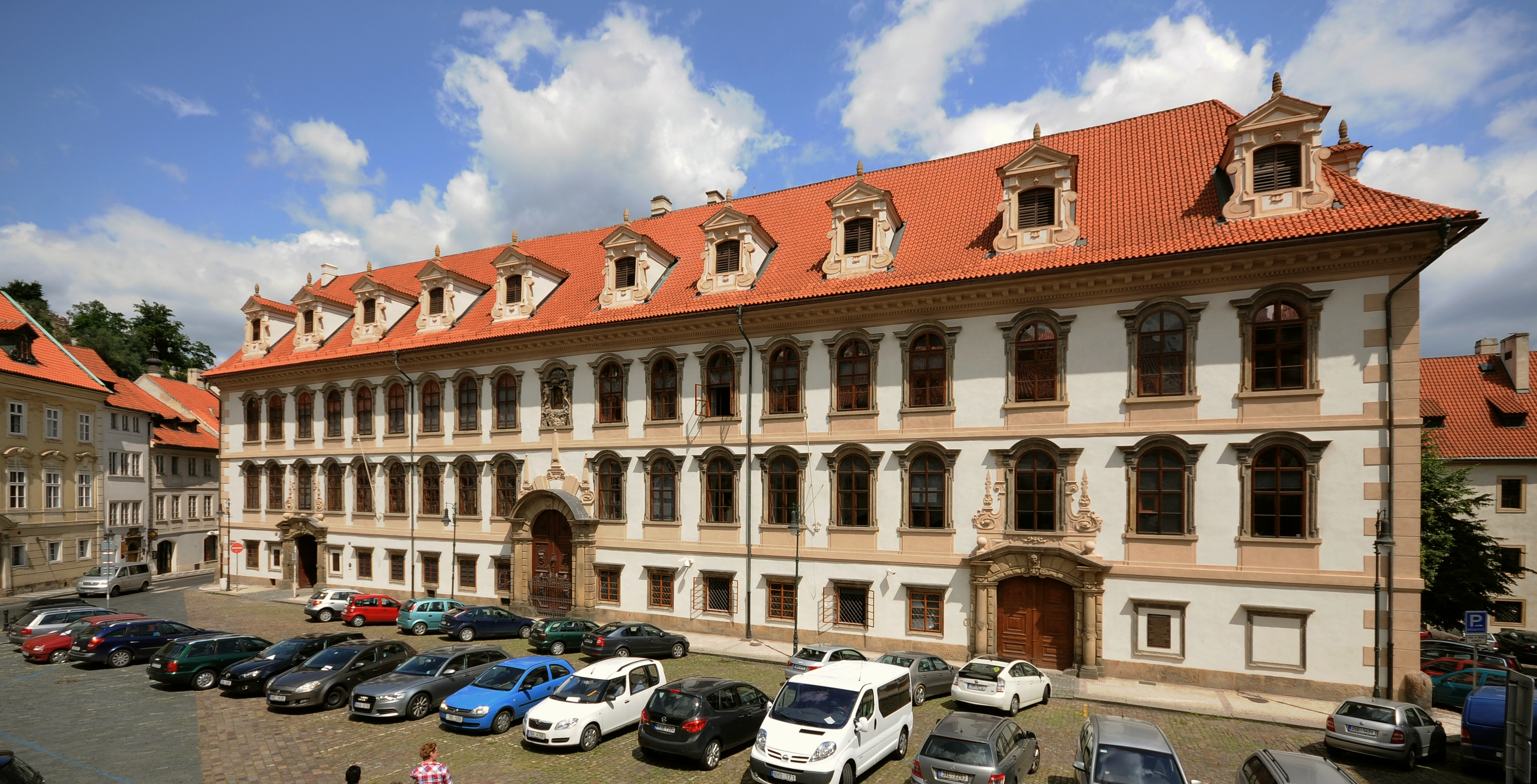
Valdštejnský palác na Malé Straně v Praze

Nakonec se oženil 1. února 1904 v Praze s Marií z Rumerskirchu (31. 1. 1852 Olomouc – 30. 12. 1955 Praha), která byla sestrou jeho druhé manželky a zastávala čestný úřad palácová dáma. Po druhé světové válce nebyla odsunuta. Když jí bylo sto let, byla dokonce jmenována čestnou občankou Prahy. Dožila ve Valdštejnském paláci v Praze, který byl po druhé světové válce sídlem ministerstva informací. Hraběnka se tak setkala se samotným tvůrcem kulturní politiky komunistické strany Václavem Kopeckým, který ji nechal adaptovat byt a zřídit koupelnu. Přestože byla hraběnka vášnivou kuřačkou, zemřela až ve věku téměř 104 let, manžela tak přežila o 42 let.
Všechny tři manželky byly, stejně jako Arnošt Karel, pohřbeny v rodinné hrobce v kapli Povýšení sv. Kříže ve Šťáhlavech.